# Rebelia
Rebelia is een geslacht van vlinders van de familie van de zakjesdragers (Psychidae).

## Soorten
- R. bavarica Wehrli, 1926
- R. berytella Rebel, 1917
- R. catandella Solyanikov, 1998
- R. ferruginans Rebel, 1937
- R. herrichiella Strand, 1912 - Ronde zakdrager
- R. kruegeri Turati, 1914
- R. macedonica Pinker, 1956
- R. majorella Rebel, 1910
- R. marpessa Sieder, 1948
- R. nigricostella Kozhanchikov, 1960
- R. nigrociliella Rebel, 1934
- R. nigrolucidella (Bruand, 1850)
- R. nocturnella (Alphéraky, 1876)
- R. perlucidella (Bruand, 1853)
- R. plumella (Ochsenheimer, 1810)
- R. sapho (Millière, 1864)
- R. styriaca Rebel, 1937
- R. surientella (Bruand, 1858)
- R. thomanni Rebel, 1937
- R. tolli Hering, 1936